# Tesařík dvoupásovaný
Tesařík dvoupásovaný (Rhagium bifasciatum), je jedním z nejrozšířenějších evropských tesaříků. Může dosáhnout délky až 22 mm a může být rozlišen podle dvou nápadných bledě žlutých pruhů na obou krovkách (je popsáno sedmnáct různých variet kresby krovek).
Stejně jako další tesařík, R. bifasciatum klade svá vajíčka do mrtvých stromů, zejména jehličnanů, kde se vylíhlé larvy živí dřevem, ve kterém vytvářejí chodbičky a komůrky, v nichž se zakuklují. Dospělí brouci (imaga) se živí na jehličnanech a různých listnatých stromech.

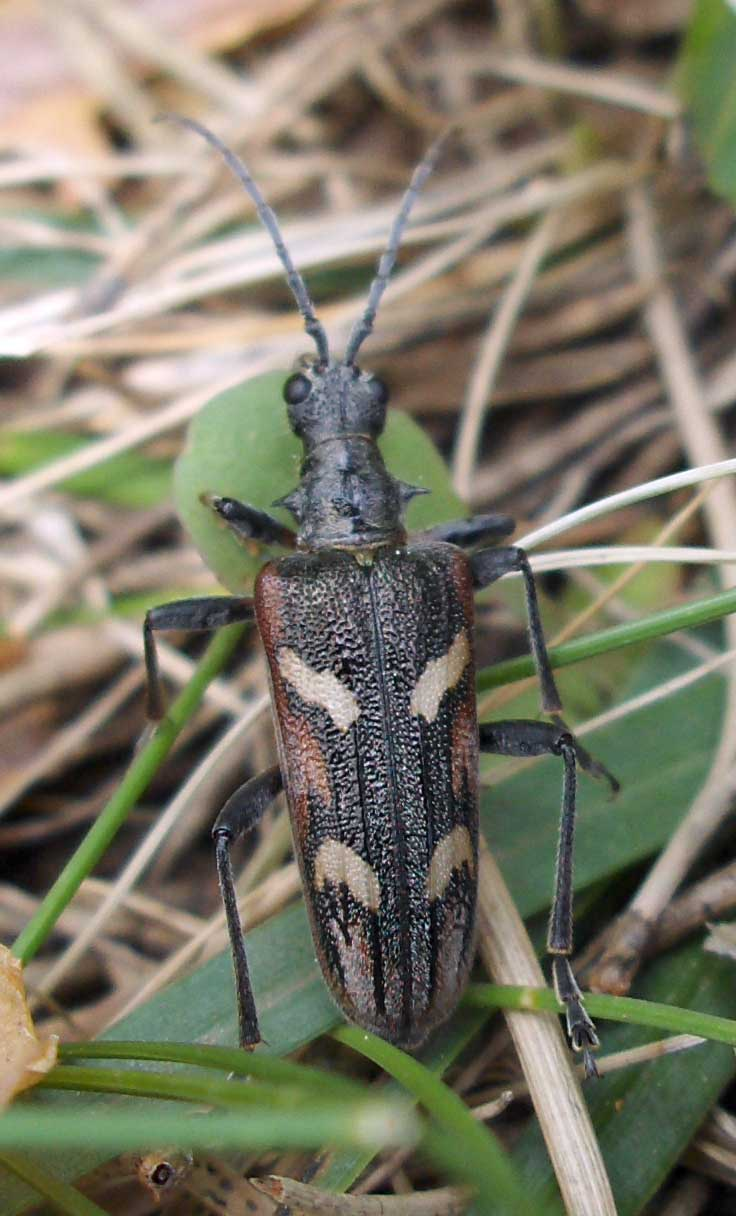
Rhagium_bifasciatum